# Odos
Odos [ɔdɔs] est une commune française située dans le centre du département des Hautes-Pyrénées, en région Occitanie. Odos est dans l'agglomération de Tarbes et fait partie de l'aire d'attraction de Tarbes. Ses habitants sont appelés les Odosséens ou  Odosséennes.
Elle est une commune urbaine qui compte 3 291 habitants en 2022, après avoir connu une forte hausse de la population depuis 1962.
Sur le plan historique et culturel, la commune est dans l’ancien comté de Bigorre, comté historique des Pyrénées françaises et de Gascogne. Exposée à un climat océanique altéré, elle est drainée par la Gespe, le ruisseau Galopio et par un autre cours d'eau. La commune possède un patrimoine naturel remarquable composé de deux zones naturelles d'intérêt écologique, faunistique et floristique.

## Géographie

### Localisation
La commune d'Odos se trouve dans le département des Hautes-Pyrénées, en région Occitanie.
Elle se situe à 4 km à vol d'oiseau de Tarbes, préfecture du département, et à 5 km de Barbazan-Debat, bureau centralisateur du canton du Moyen Adour dont dépend la commune depuis 2015 pour les élections départementales.
La commune fait en outre partie du bassin de vie de Tarbes.
Les communes les plus proches sont : 
Laloubère (1,7 km), Horgues (2,6 km), Juillan (2,9 km), Momères (3,3 km), Soues (3,5 km), Salles-Adour (3,6 km), Louey (3,8 km), Hibarette (3,9 km).
Sur le plan historique et culturel, Odos fait partie de l’ancien comté de Bigorre, comté historique des Pyrénées françaises et de Gascogne créé au IXe siècle puis rattaché au domaine royal en 1302, inclus ensuite au comté de Foix en 1425 puis une nouvelle fois rattaché au royaume de France en 1607. La commune est dans le pays de Tarbes et de la Haute Bigorre.

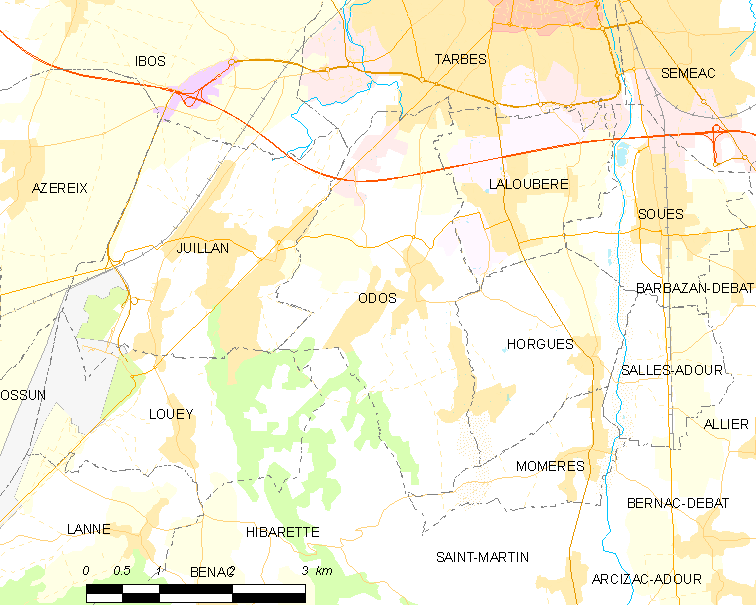
Carte de la commune d'Odos et des proches communes.

|         | Tarbes       | Laloubère |
| Juillan | Odos         | Horgues   |
| Louey   | Saint-Martin | Momères   |

### Hydrographie
La commune est dans le bassin de l'Adour, au sein du bassin hydrographique Adour-Garonne. Elle est drainée par la Gespe, le ruisseau Galopio et par un petit cours d'eau, constituant un réseau hydrographique de 9 km de longueur totale,.

### Climat
Le climat est tempéré de type océanique, en raison de l'influence proche de l'océan Atlantique situé à peu près 150 km plus à l'ouest. La proximité des Pyrénées fait que la commune profite d'un effet de foehn, il peut aussi y neiger en hiver, même si cela reste inhabituel.
Le tableau ci-dessous indique les valeurs normales de l'ensoleillement, des températures et des précipitations, observées par Météo-France à Ossun, où se trouve la station météorologique de référence pour le département.
| Mois                              | jan.  | fév.  | mars  | avril | mai   | juin  | jui.  | août  | sep.  | oct.  | nov.  | déc.  | année   |
| --------------------------------- | ----- | ----- | ----- | ----- | ----- | ----- | ----- | ----- | ----- | ----- | ----- | ----- | ------- |
| Température minimale moyenne (°C) | 0,6   | 1,3   | 2,7   | 5,2   | 8,3   | 11,6  | 14,1  | 13,9  | 11,7  | 8     | 3,6   | 1,3   | 6,9     |
| Température moyenne (°C)          | 5,3   | 6,1   | 7,8   | 10    | 13,3  | 16,7  | 19,3  | 19    | 17,2  | 13,3  | 8,5   | 5,8   | 11,9    |
| Température maximale moyenne (°C) | 9,9   | 11    | 12,9  | 14,8  | 18,3  | 21,7  | 24,5  | 24    | 22,6  | 18,6  | 13,4  | 10,4  | 16,8    |
| Ensoleillement (h)                | 108,8 | 118,8 | 155,6 | 157,2 | 181,3 | 191,5 | 215,5 | 196,4 | 194,5 | 164,4 | 124,4 | 104,4 | 1 912,8 |
| Précipitations (mm)               | 112,8 | 97,5  | 100,2 | 105,7 | 113,6 | 80,7  | 57,3  | 70,3  | 71    | 85,2  | 93    | 112,1 | 1 099,4 |

### Milieux naturels et biodiversité
L’inventaire des zones naturelles d'intérêt écologique, faunistique et floristique (ZNIEFF) a pour objectif de réaliser une couverture des zones les plus intéressantes sur le plan écologique, essentiellement dans la perspective d’améliorer la connaissance du patrimoine naturel national et de fournir aux différents décideurs un outil d’aide à la prise en compte de l’environnement dans l’aménagement du territoire.
Une ZNIEFF de type 1 est recensée sur la commune :
le « réseau hydrographique de l'Échez » (392 ha), couvrant 26 communes dont trois dans les Pyrénées-Atlantiques et 23 dans les Hautes-Pyrénées et une ZNIEFF de type 2, : 
les « coteaux et vallons des Angles et du Bénaquès » (12 879 ha), couvrant 45 communes du département.

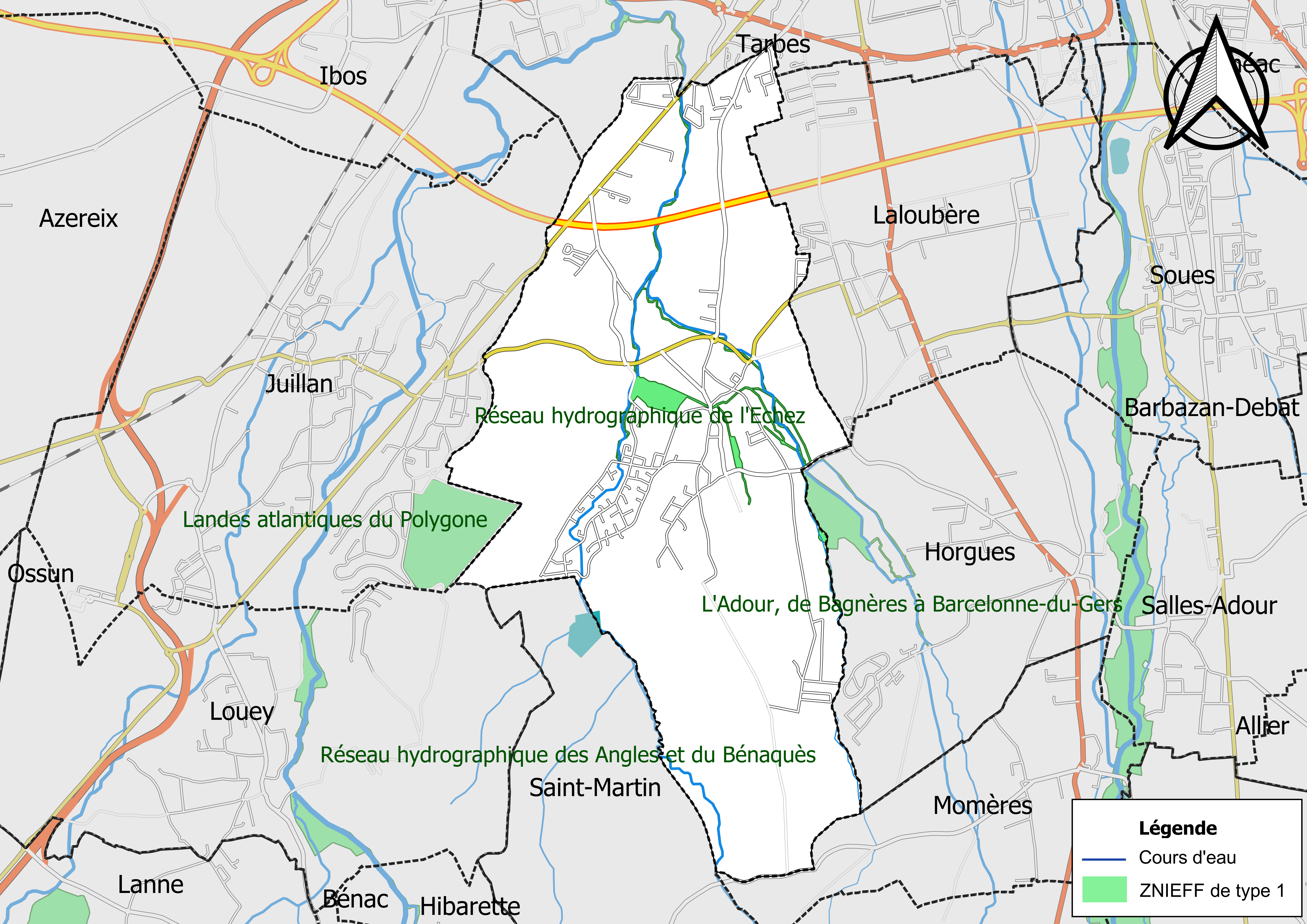
Carte de la ZNIEFF de type 1 sur la commune.
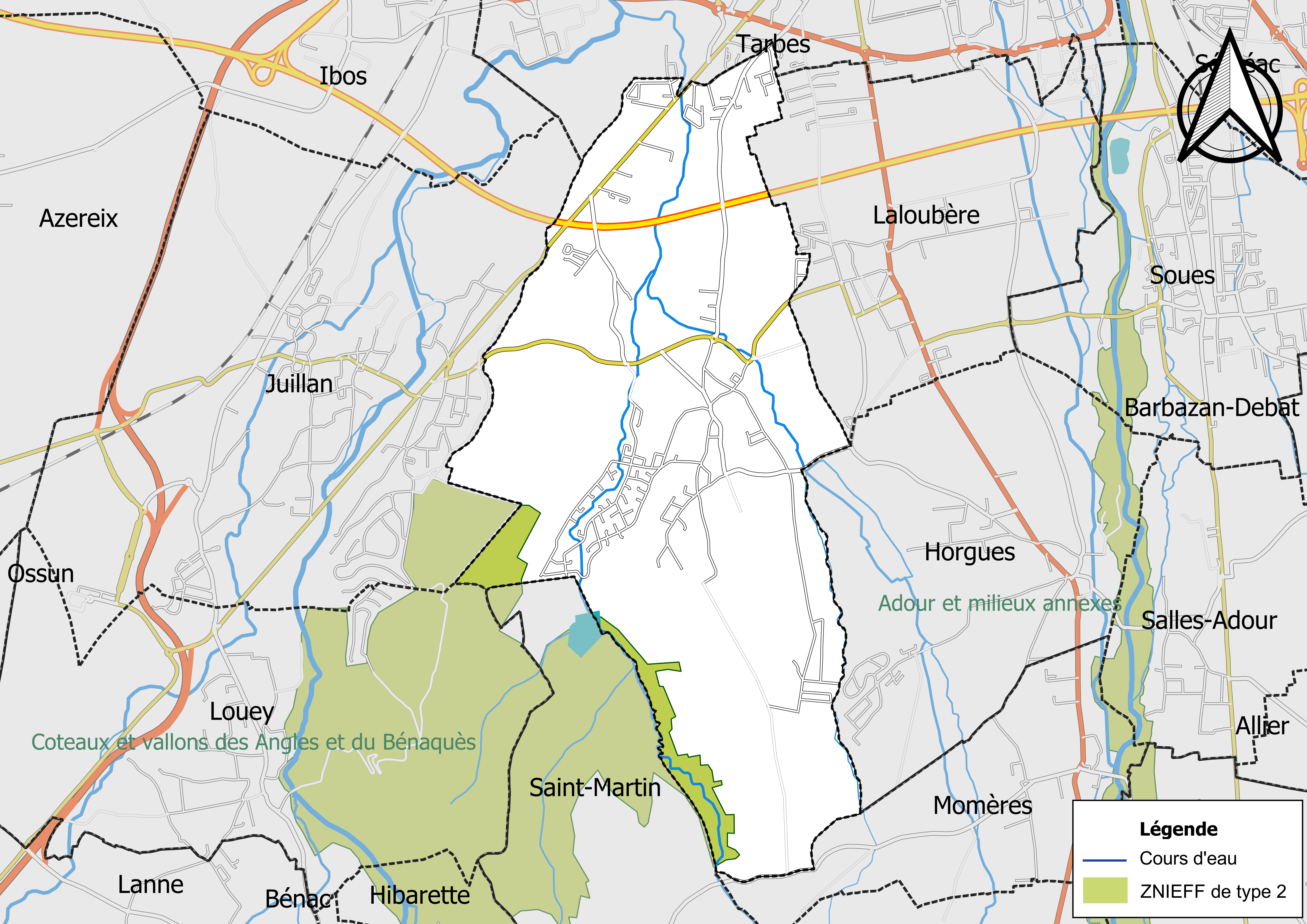
Carte de la ZNIEFF de type 2 sur la commune.

## Urbanisme

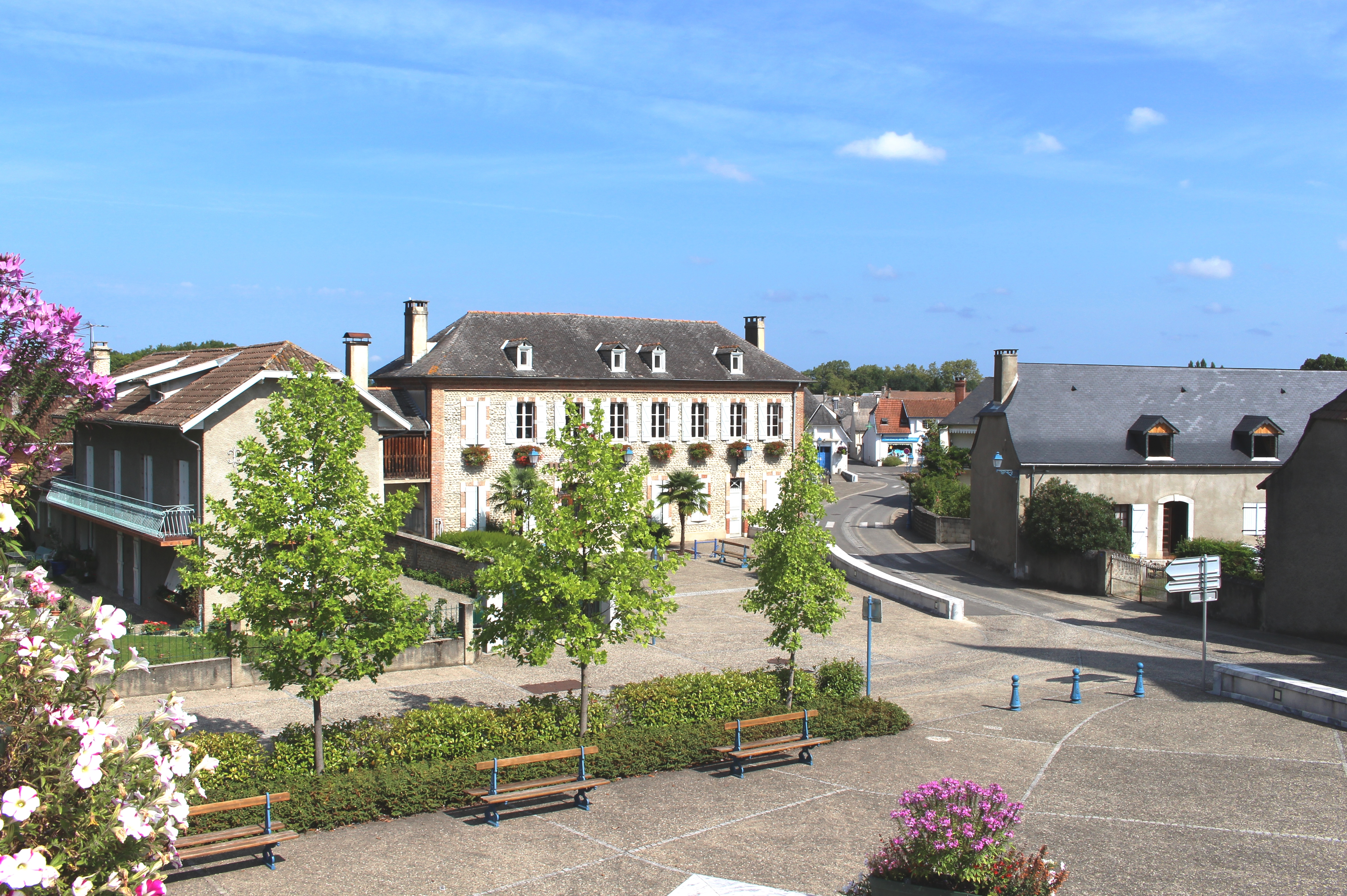
Place du village.

### Typologie
Au 1er janvier 2024, Odos est catégorisée ceinture urbaine, selon la nouvelle grille communale de densité à sept niveaux définie par l'Insee en 2022.
Elle appartient à l'unité urbaine de Tarbes, une agglomération intra-départementale regroupant 15  communes, dont elle est une commune de la banlieue,,. Par ailleurs la commune fait partie de l'aire d'attraction de Tarbes, dont elle est une commune de la couronne,. Cette aire, qui regroupe 153 communes, est catégorisée dans les aires de 50 000 à moins de 200 000 habitants,.

### Occupation des sols
L'occupation des sols de la commune, telle qu'elle ressort de la base de données européenne d’occupation biophysique des sols Corine Land Cover (CLC), est marquée par l'importance des territoires agricoles (69 % en 2018), en diminution par rapport à 1990 (76,2 %). La répartition détaillée en 2018 est la suivante : 
zones agricoles hétérogènes (51,3 %), zones urbanisées (19,7 %), terres arables (16,9 %), zones industrielles ou commerciales et réseaux de communication (6,8 %), forêts (3,1 %), espaces verts artificialisés, non agricoles (1,2 %), prairies (0,8 %), zones humides intérieures (0,2 %).
L'IGN met par ailleurs à disposition un outil en ligne permettant de comparer l’évolution dans le temps de l’occupation des sols de la commune (ou de territoires à des échelles différentes). Plusieurs époques sont accessibles sous forme de cartes ou photos aériennes : la carte de Cassini (XVIIIe siècle), la carte d'état-major (1820-1866) et la période actuelle (1950 à aujourd'hui).

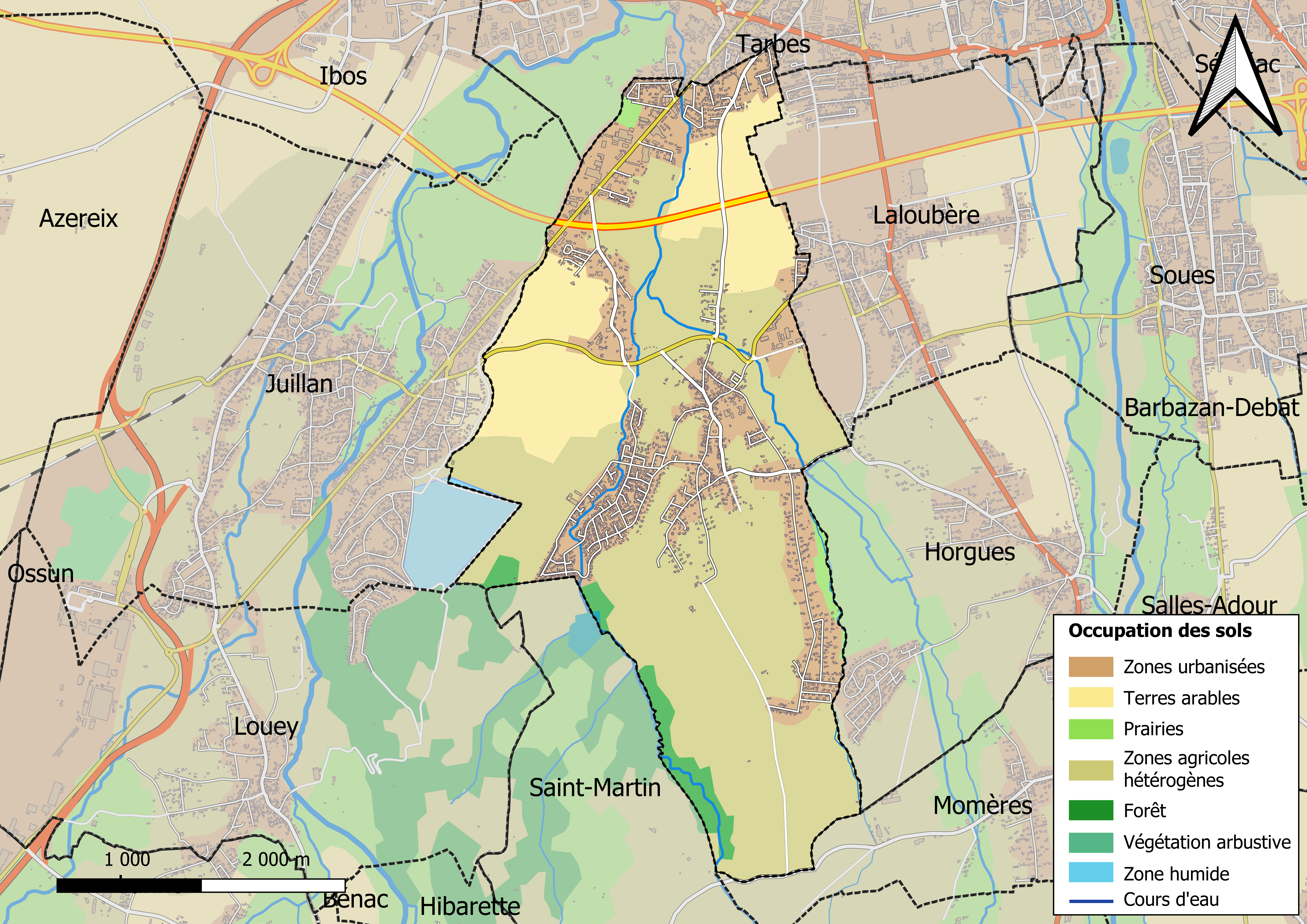
Carte des infrastructures et de l'occupation des sols en 2018 (CLC) de la commune.
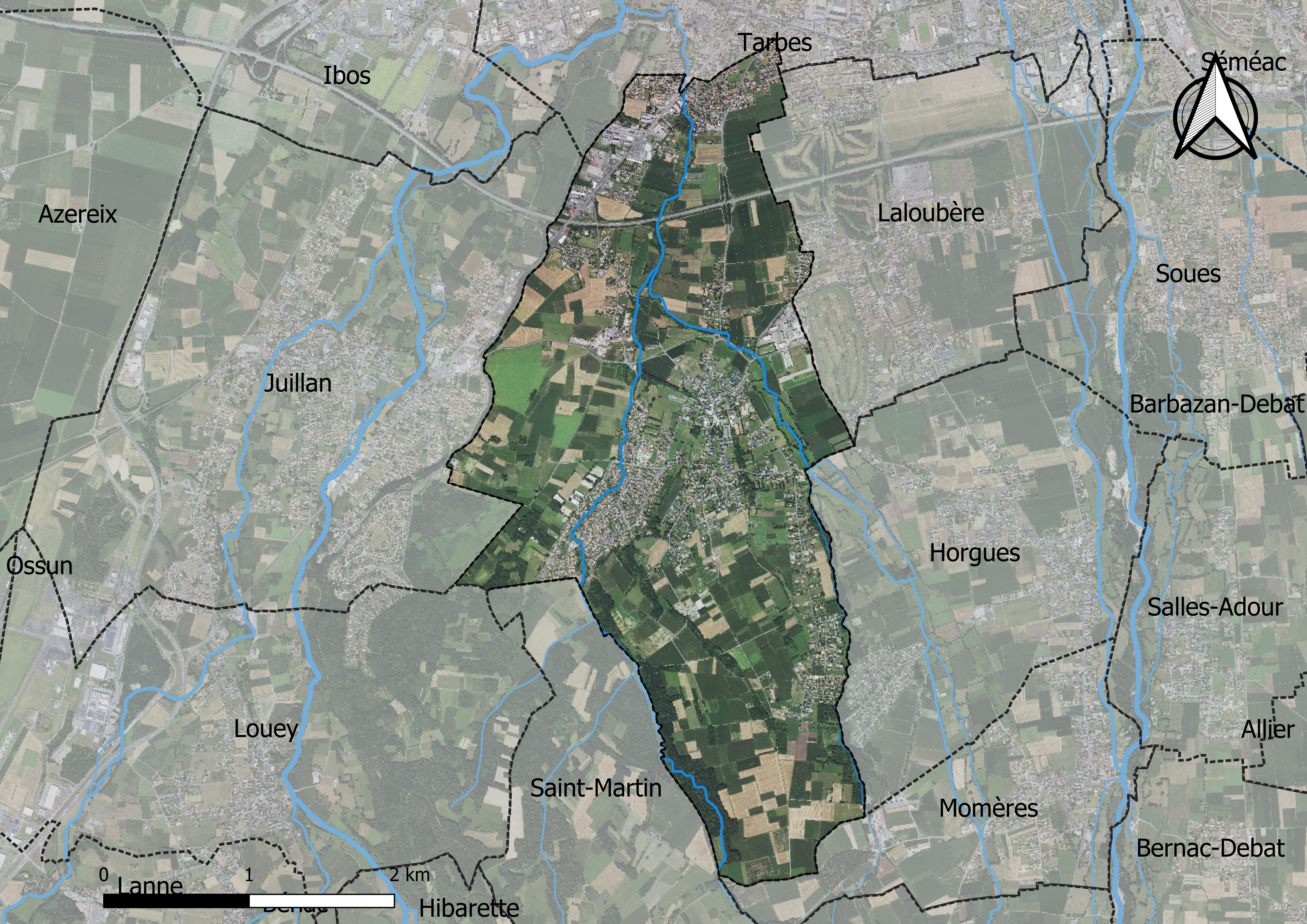
Carte orthophotogrammétrique de la commune.

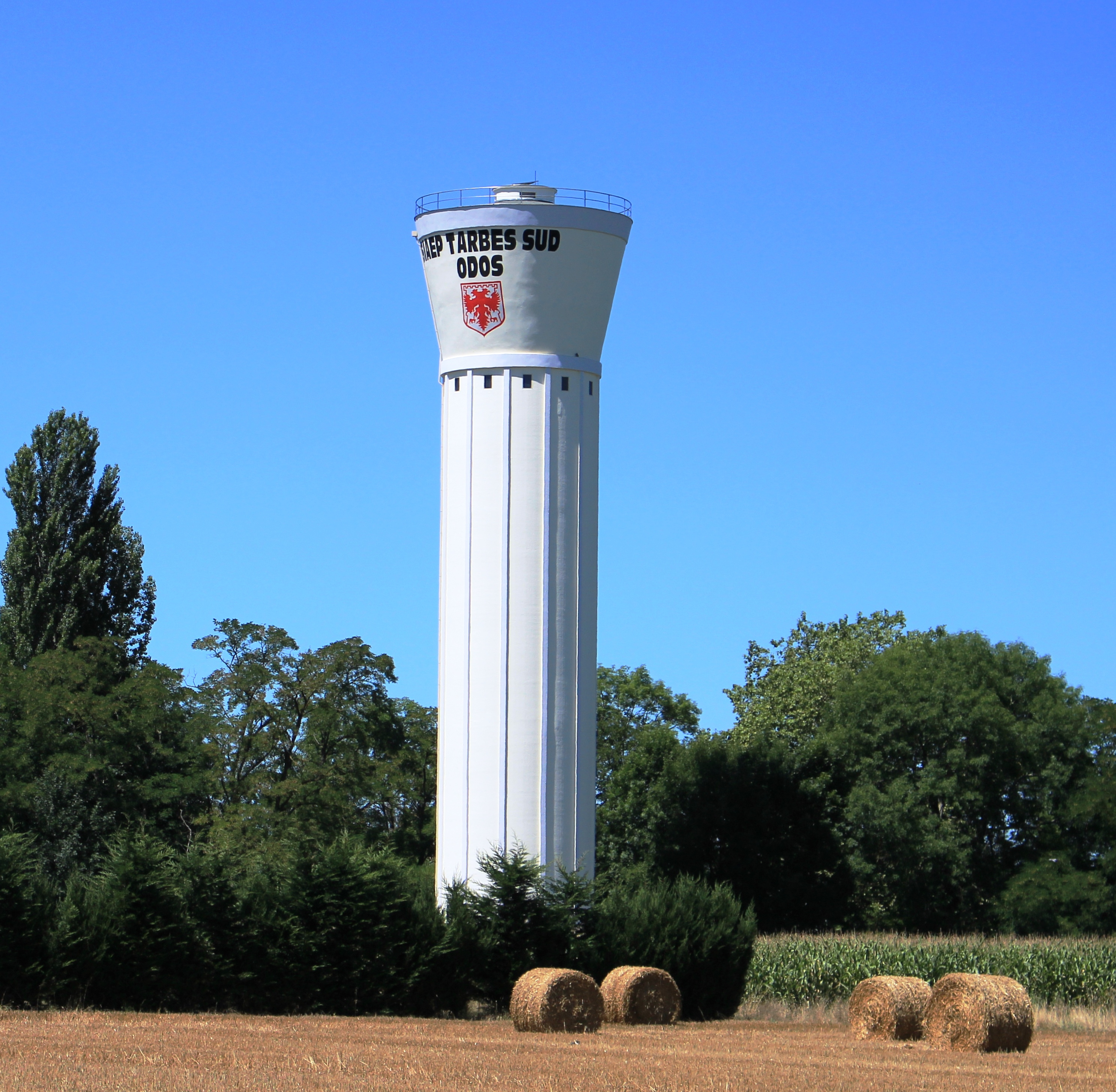
Le château d’eau en 2019.

### Morphologie urbaine
La ville est scindée en trois regroupements : un secteur agricole avec un petit centre-ville, un lotissement construit dans les années 1960 nommé le « Bouscarou » et, séparé par l'autoroute A64, un autre quartier résidentiel.

### Logement
En 2012, le nombre total de logements dans la commune est de 1 440.

Parmi ces logements, 94,8 % sont des résidences principales, 1,1 % des résidences secondaires et 4,2 % des logements vacants.

### Voies de communication et transports
- Par la route : la D 15 ainsi que la D 15a passent respectivement aux extrémités sud et nord de la commune. De même, l'A64 passe au nord d'Odos, et la N 21 passe à l'ouest.
- Par le train : la gare d'Ossun se trouve à l'ouest de la commune.
- Par l'avion : l'aéroport de Tarbes-Lourdes-Pyrénées ou Toulouse-Blagnac.

### Risques majeurs
Le territoire de la commune d'Odos est vulnérable à différents aléas naturels : météorologiques (tempête, orage, neige, grand froid, canicule ou sécheresse), inondations, mouvements de terrains et séisme (sismicité moyenne). Il est également exposé à un risque technologique,  le transport de matières dangereuses. Un site publié par le BRGM permet d'évaluer simplement et rapidement les risques d'un bien localisé soit par son adresse soit par le numéro de sa parcelle.

#### Risques naturels
Certaines parties du territoire communal sont susceptibles d’être affectées par le risque d’inondation par débordement de cours d'eau, notamment La cartographie des zones inondables en ex-Midi-Pyrénées réalisée dans le cadre du XIe Contrat de plan État-région, visant à informer les citoyens et les décideurs sur le risque d’inondation, est accessible sur le site de la DREAL Occitanie. La commune a été reconnue en état de catastrophe naturelle au titre des dommages causés par les inondations et coulées de boue survenues en 1982, 1988, 1993, 1997, 1999, 2000 et 2009,.
Odos est exposée au risque de feu de forêt. Un plan départemental de protection des forêts contre les incendies a été approuvé par arrêté préfectoral le 21 avril 2020 pour la période 2020-2029. Le précédent couvrait la période 2007-2017. L’emploi du feu est régi par deux types de réglementations. D’abord le code forestier et l’arrêté préfectoral du 27 octobre 2014, qui réglementent l’emploi du feu à moins de 200 m des espaces naturels combustibles sur l’ensemble du département. Ensuite celle établie dans le cadre de la lutte contre la pollution de l’air, qui interdit le brûlage des déchets verts des particuliers. L’écobuage est quant à lui réglementé dans le cadre de commissions locales d’écobuage (CLE).

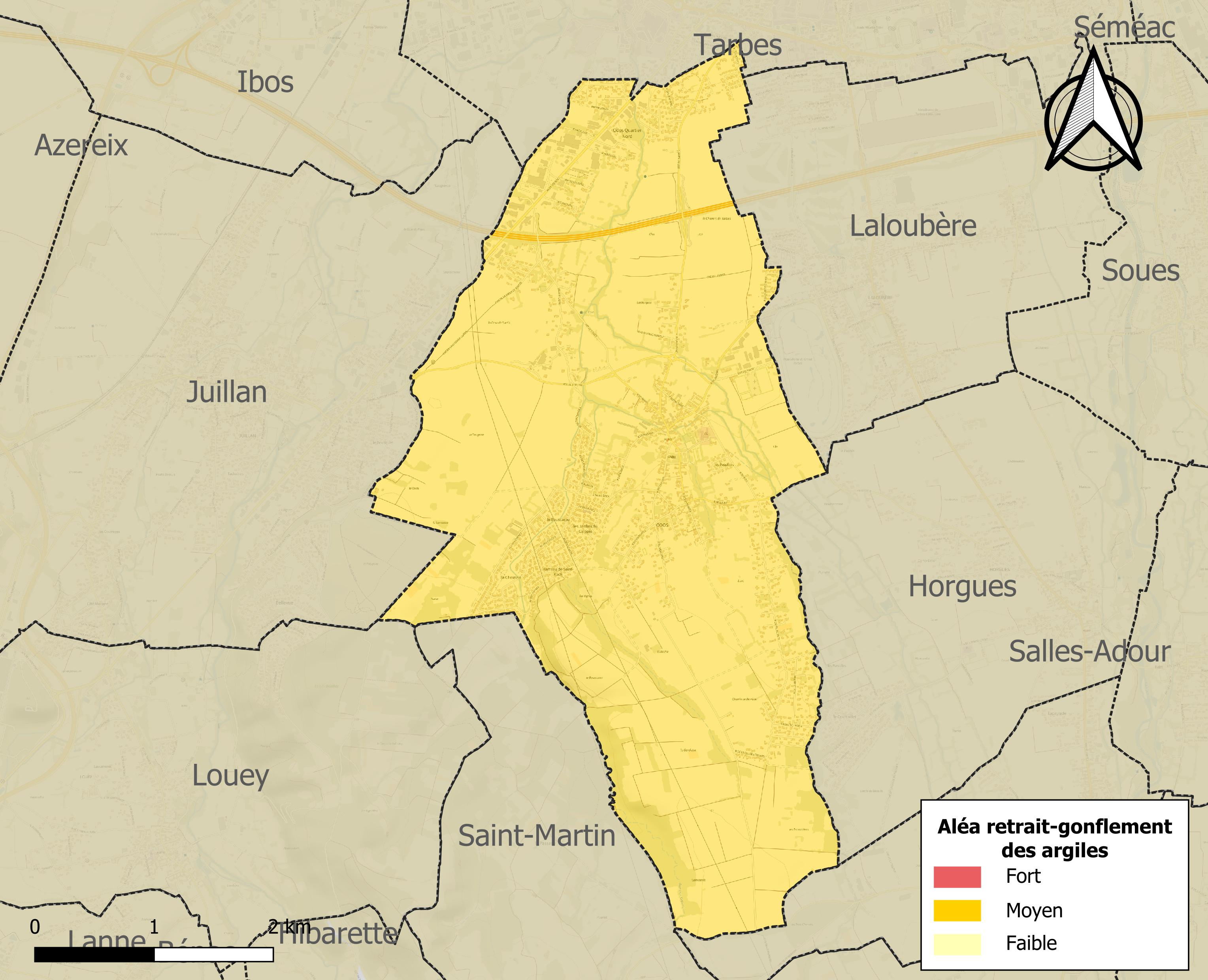
Carte des zones d'aléa retrait-gonflement des sols argileux d'Odos.

Les mouvements de terrains susceptibles de se produire sur la commune sont des tassements différentiels.
Le retrait-gonflement des sols argileux est susceptible d'engendrer des dommages importants aux bâtiments en cas d’alternance de périodes de sécheresse et de pluie. La totalité de la commune est en aléa moyen ou fort (44,5 % au niveau départemental et 48,5 % au niveau national). Sur les 1 444 bâtiments dénombrés sur la commune en 2019, 1 444 sont en aléa moyen ou fort, soit 100 %, à comparer aux 75 % au niveau départemental et 54 % au niveau national. Une cartographie de l'exposition du territoire national au retrait gonflement des sols argileux est disponible sur le site du BRGM,.
Par ailleurs, afin de mieux appréhender le risque d’affaissement de terrain, l'inventaire national des cavités souterraines permet de localiser celles situées sur la commune.
Concernant les mouvements de terrains, la commune a été reconnue en état de catastrophe naturelle au titre des dommages causés par la sécheresse en 2003 et par des mouvements de terrain en 1999.

#### Risque technologique
Le risque de transport de matières dangereuses sur la commune est lié à sa traversée par une route à fort trafic et une canalisation de transport d'hydrocarbures. Un accident se produisant sur de telles infrastructures est susceptible d’avoir des effets graves sur les biens, les personnes ou l'environnement, selon la nature du matériau transporté. Des dispositions d’urbanisme peuvent être préconisées en conséquence.

## Toponymie

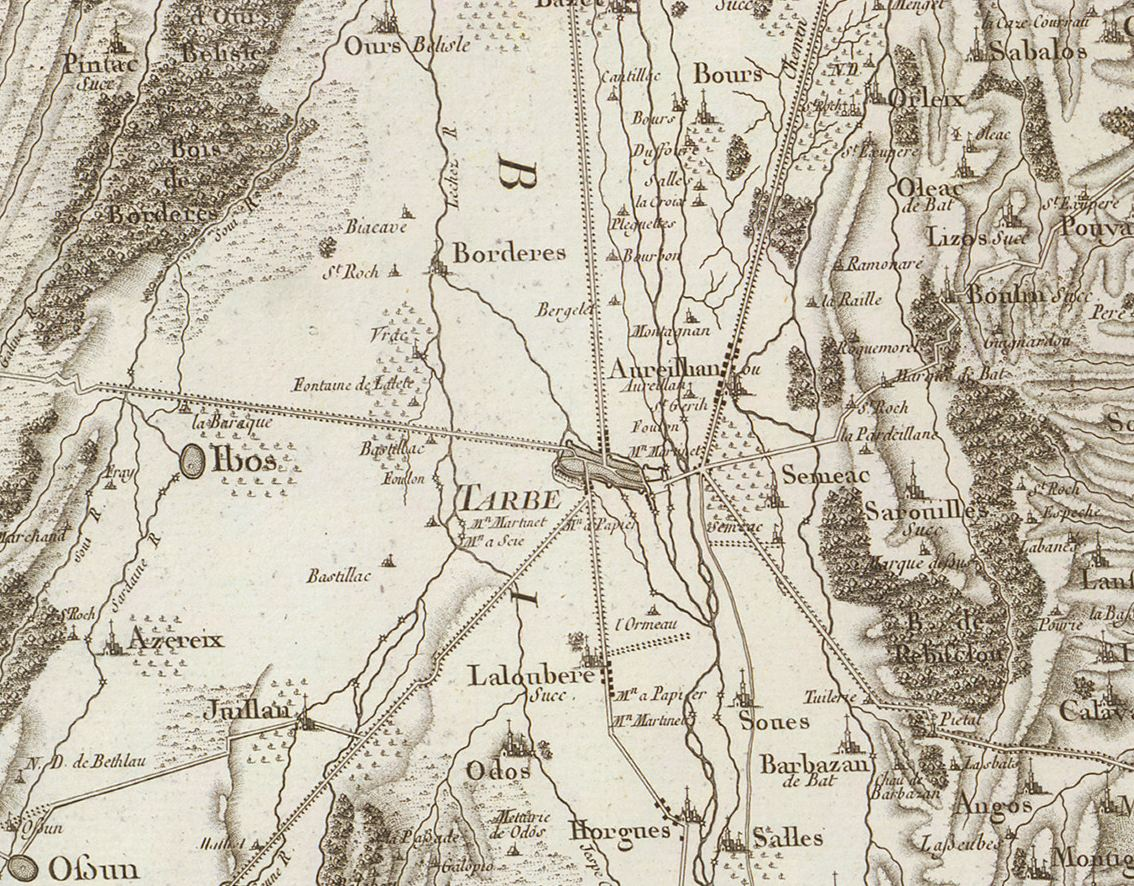
Extrait de la carte de Cassini (entre 1756 et 1789) situant Odos au sud de Tarbes.

On trouvera les principales informations dans le Dictionnaire toponymique des communes des Hautes-Pyrénées de Michel Grosclaude et Jean-François Le Nail qui rapporte les dénominations historiques du village :
Dénominations historiques :
- Odos (1285, montre Bigorre) ;
- Audos (1292, procès Bigorre) ;
- De Odossio, latin (1300, enquête Bigorre ; 1313, Debita regi Navarre) ;
- De Odossio, latin (1342, pouillé de Tarbes) ;
- Odos (1429, censier de Bigorre) ;
- Odos (fin XVIIIe siècle, carte de Cassini).

Étymologie : nom de personnage latin Odus et suffixe aquitain ossum (domaine d’Odus).
Nom occitan : Audòs.

## Histoire

### Préhistoire
On[évasif] a trouvé des vestiges de présence humaine dès le Ve siècle avant Jésus-Christ.
Le site est celui d'un ancien oppidum gallo-romain, motte d'une dizaine de mètres de hauteur au centre du futur village.

### Antiquité
Il reste trace d'une tour bâtie en galets roulés disposés en épis entre des arases de brique (Ve siècle ?). Des constructions et palissades en bois furent remplacées, sans doute au XIIIe siècle, par un château en dur avec une enceinte, mentionné dans plusieurs textes[Lesquels ?].

### Moyen Âge
- 1342 : l'église Saint-Georges d'Odos est mentionnée dans le pouillé.
- 1380 : Froissart raconte que le château d'Odos, tenu par les Anglais[25], a été assiégé et détruit par les troupes de Du Guesclin.
- 9 mai 1429 : Bernard de Coarraze reçoit de Jean de Foix, son suzerain, la seigneurie d'Odos.
- Le château d'Odos, reconstruit à partir de 1490 par Madeleine de France, sœur de Louis XI, reine de Navarre, appartenait aux rois de Navarre.

### Les Templiers
- 1249 : La cour arbitrale d'Odos est citée dans le règlement d'un différend sur un droit de pacage entre l'ordre du Temple de Bordères-sur-l'Échez et le véziau d'Ibos (véziau : terme gascon signifiant communauté). En 1281, elle intervient dans un litige sur le droit d'utiliser les landes communales entre Tarbes et Séméac.

### Temps modernes

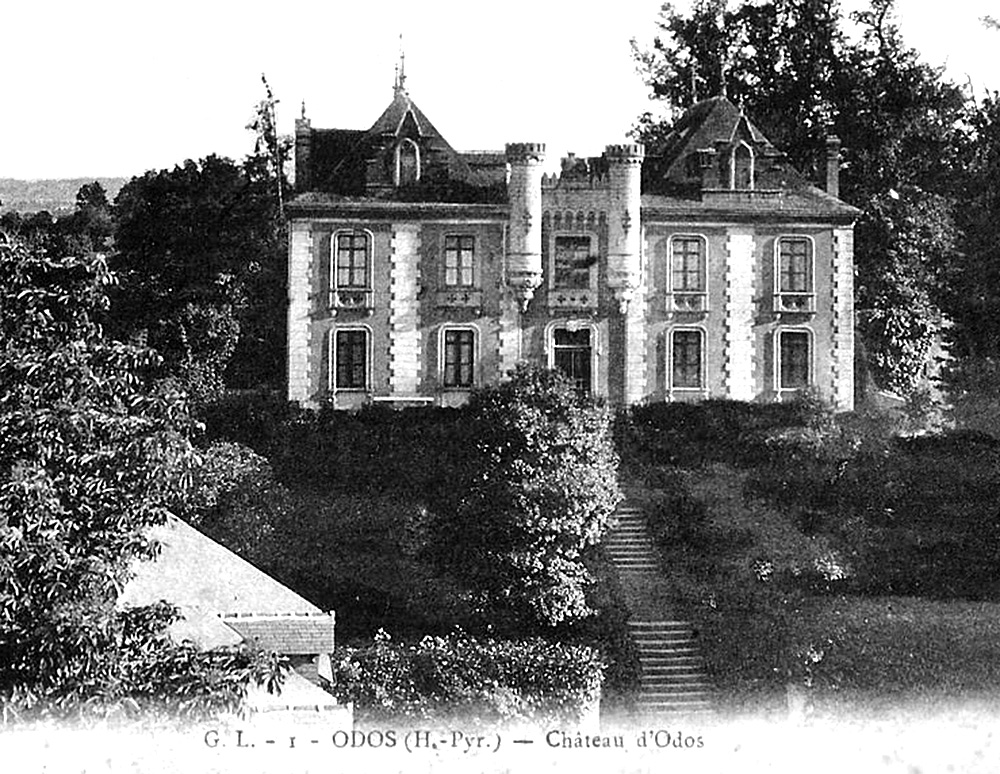
Le château dit de Marguerite de Navarre à Odos

- 1525 : Marguerite d'Angoulême, dite aussi Marguerite de Navarre, sœur de François Ier, épouse d'Henri d'Albret, reine de Navarre et châtelaine d'Odos.
- 15 février 1534 : Jean de Coarraze, petit-fils de Bernard de Coarraze, vend la seigneurie d'Odos à Jeannicot de Lassale, marchand d'Oloron, pour 1245 écus et 18 sols.
- 1549 : mort de Marguerite de Navarre, grand-mère d'Henri IV, au château d'Odos.
- 1569 : L'église d'Odos est incendiée par les troupes protestantes de Montgomery.
- 20 février 1596 : Henri IV confie à Jean de Lassale, fils de Joannicot, « un château qui est à présent tout rompu et ruiné et ne reste plus que de masure et vieille muraille inhabitable ».
- 23 janvier 1691. Un inventaire des biens de la communauté d'Odos recense 400 journaux (le journal était la superficie moyenne de terre travaillée en une journée) : le Plan de Beyrède (200 journaux), le Bouscarou (40 journaux), le Buala (100 journaux), la Devèze (40 journaux), les Alliats (20 journaux). Des livres terriers sont rédigés, le deuxième en 1765.
- 1701 : Procès des habitants contre le seigneur d'Odos. Mais un arrêt du Parlement de Toulouse maintient le seigneur dans la propriété des landes, des bois, des terres et fermes du lieu.
- 9 août 1723 : transaction entre Anne d'Odos et les habitants au sujet des landes. Ceux-ci s'engagent à lui verser 200 sols morlaas par an.
- 5 novembre 1783 : Paul de Lassale, dernier seigneur d'Odos, veuf de Barthélémie Ducasse d'Artagnan, épouse en secondes noces Cécile Barère de Vieuzac, jeune sœur de Bertrand Barère.
- 16 octobre 1787 : décès de Paul de Lassale, 75 ans.

### Époque contemporaine
- 1789 : rédaction du « Cayer des plaintes et doléances arretté dans l'assemblée généralle des habitans de la parroisse d'Odos », signé par 26 habitants.
- 1791 : Monsieur Abadie est élu premier maire d'Odos.
- 1796 : La maison presbytérale est saisie comme bien national et vendue.
- 26 juin 1809 : Acquisition du presbytère.
- 1852 - 1864 : Le château est fortement remanié par le général Courby de Cognord, époux de Joséphine de Lassale, petite-fille de Cécile Barère de Vieuzac.
- 4 octobre 1863 : Acquisition de la propriété Cénac Larré pour la construction de la mairie-école.
- 21 janvier 1871 : Vente aux enchères de 2 lots, le château avec ses dépendances (12 hectares), et la métairie Gardette (43 hectares).
- 1895 : le château est acheté par Paul et Madeleine de Févelas[26], qui s'y installent en 1907. À la mort de Madeleine de Févelas en 1958, le château reste à l'abandon.
- 1936 : La commune est dévastée par un cyclone. La quasi-totalité des toitures est endommagée.
- 1947 : Monsieur Lucien Rieudebat est élu maire, et le restera jusqu'en 1983. La commune connait un grand essor avec l'électrification, la création de la zone industrielle et commerciale de la route de Lourdes.
- 1968 : M et Mme Galissard achètent le château et le restaurent.
- 1970 : Acquisition de terrains dépendant du château pour la construction du groupe scolaire, de la salle omnisports, de courts de tennis, du lotissement des Peupliers.
- 1972 : Les landes communales disparaissent au profit des lotissements des Alliats et du Bouscarou.

Pionnière dans l'accueil des gens du voyage, Odos a construit, en 2003, sous l'impulsion de son maire M. Gérard Boube, une aire de stationnement en respect de la loi. Elle comprend 12 places réparties en 8 emplacements. Cet investissement a été bien reçu par la communauté tzigane du Grand Tarbes.

### Cadastre napoléonien d'Odos
Le plan cadastral napoléonien d'Odos est consultable sur le site des archives départementales des Hautes-Pyrénées.

## Politique et administration

### Liste des maires

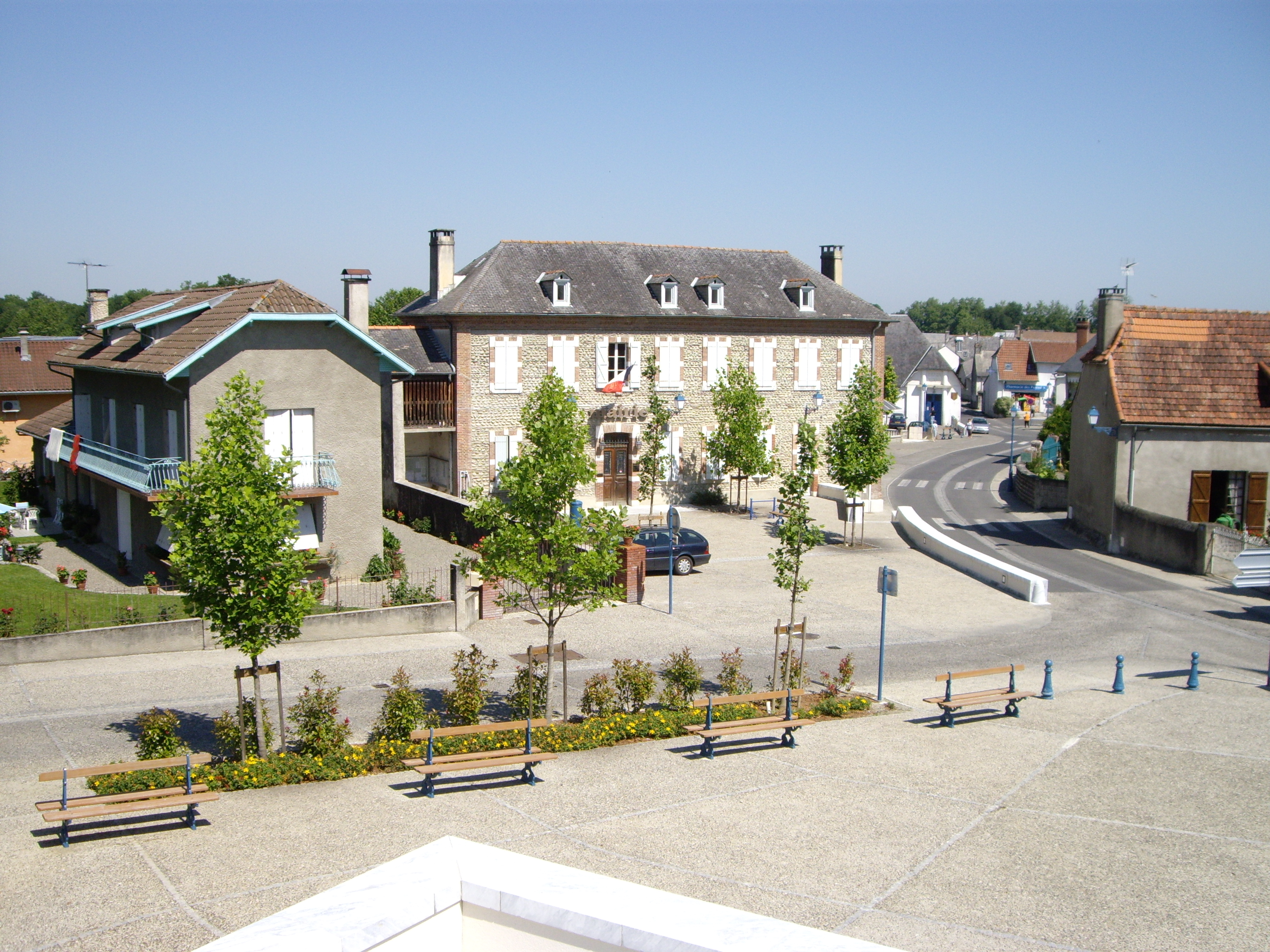
La mairie d'Odos en 2008.

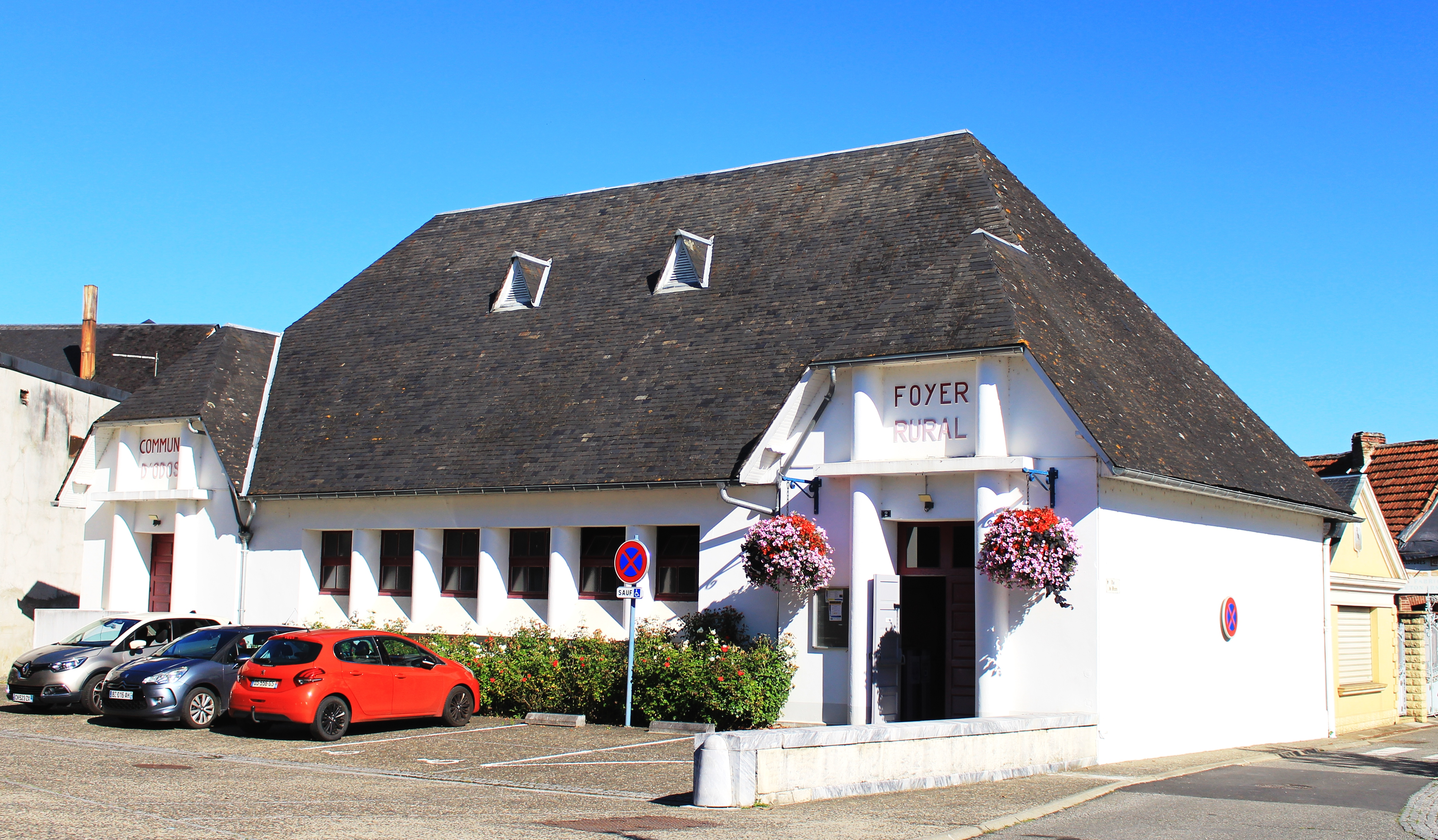
Le foyer rural en 2021.

| Période                                  | Période                  | Identité                | Étiquette | Qualité                                                                             |
| ---------------------------------------- | ------------------------ | ----------------------- | --------- | ----------------------------------------------------------------------------------- |
| Les données manquantes sont à compléter. |                          |                         |           |                                                                                     |
|                                          |                          |                         |           |                                                                                     |
| 1991                                     | juin 1995                | Anne-Elisabeth Blachère | PS        |                                                                                     |
| juin 1995                                | février 1997 (démission) | Maurice Olléon          | UDF       |                                                                                     |
| février 1997                             | mars 2008                | Gérard Boube            | PS        | Professeur puis instituteur Conseiller général du canton de Laloubère (2001 → 2015) |
| mars 2008                                | mars 2014                | Dominique Lidar         | ex-UMP    |                                                                                     |
| mars 2014                                | mars 2020                | Jean-Michel Lehmann     | DVG       | Employé                                                                             |
| mars 2020                                | En cours                 | Isabelle Loubradou      | Sans      |                                                                                     |

### Rattachements administratifs et électoraux

#### Historique administratif
Pays et sénéchaussée de Bigorre, quarteron de Tarbes, canton de Tarbes (1790), Tarbes-Sud (1801), de Séméac (1973), de Laloubère (1982).

#### Intercommunalité
Odos ppartient à la Communauté d'agglomération Tarbes-Lourdes-Pyrénées créée en janvier 2017 et qui réunit 86 communes.

## Population et société

### Démographie

#### Évolution démographique
Sous l'ancien régime, la population est dénombrée par feux, c'est-à-dire par foyers fiscaux. Pour en déduire le nombre d'habitants, les historiens appliquent souvent un coefficient multiplicateur de 5. Certains documents indiquent le nombre de maisons.
- 1300 : 38 feux, soit approximativement moins de 200 habitants.
- 1612 : 83 maisons et 6 bordes (granges).
- 1720 : 73 feux, soit approximativement moins de 400 habitants.
- En 1846, 142 maisons ; en 1872, 173 maisons. Pour la population, voir ci-dessous.

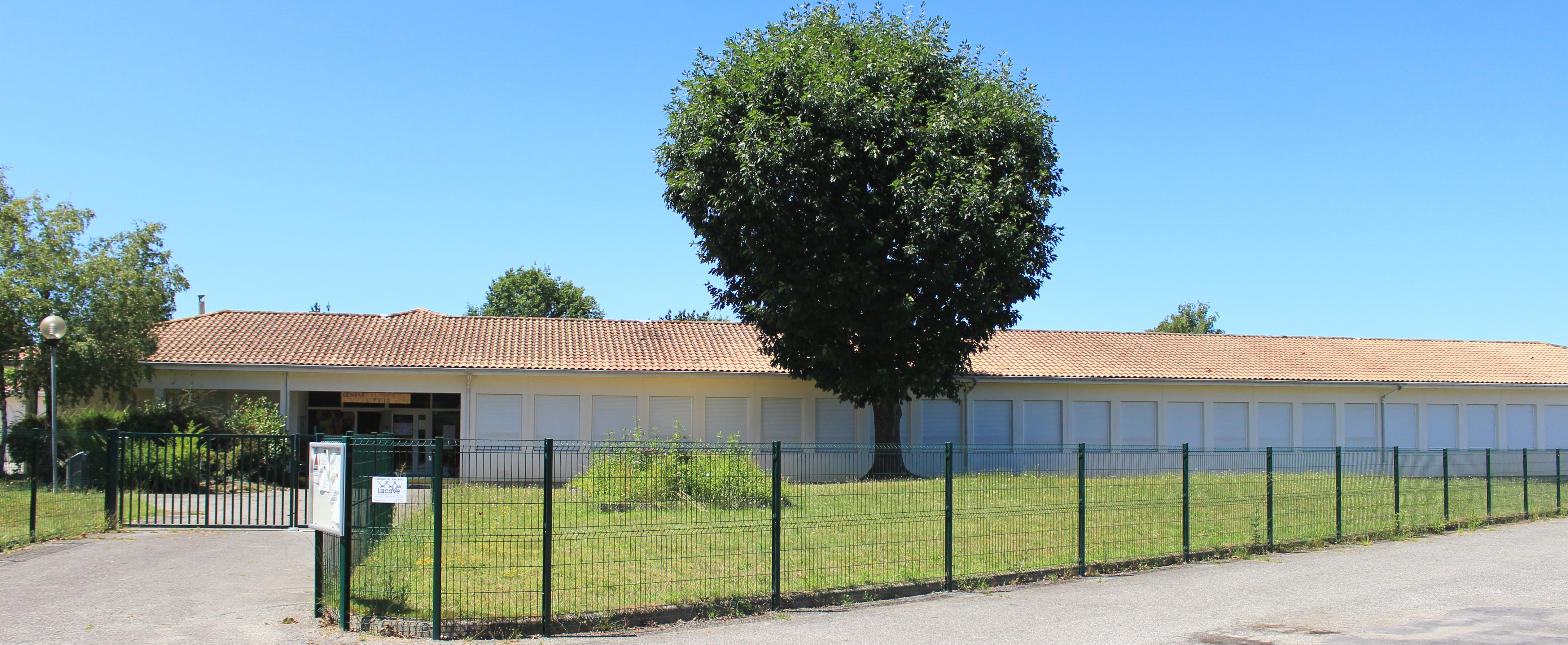
L’école maternelle du Bourg en 2019.

L'évolution du nombre d'habitants est connue à travers les recensements de la population effectués dans la commune depuis 1793. Pour les communes de moins de 10 000 habitants, une enquête de recensement portant sur toute la population est réalisée tous les cinq ans, les populations de référence des années intermédiaires étant quant à elles estimées par interpolation ou extrapolation. Pour la commune, le premier recensement exhaustif entrant dans le cadre du nouveau dispositif a été réalisé en 2008.

En 2022, la commune comptait 3 291 habitants, en évolution de +1,86 % par rapport à 2016 (Hautes-Pyrénées : +1,59 %, France hors Mayotte : +2,11 %).
| 1793 | 1800 | 1806 | 1821 | 1831 | 1836 | 1841 | 1846 | 1851 |
| ---- | ---- | ---- | ---- | ---- | ---- | ---- | ---- | ---- |
| 417  | 450  | 574  | 613  | 732  | 684  | 691  | 694  | 772  |

| 1856 | 1861 | 1866 | 1876 | 1881 | 1886 | 1891 | 1896 | 1901 |
| ---- | ---- | ---- | ---- | ---- | ---- | ---- | ---- | ---- |
| 740  | 714  | 746  | 794  | 797  | 777  | 770  | 727  | 698  |

| 1906 | 1911 | 1921 | 1926 | 1931 | 1936 | 1946 | 1954 | 1962 |
| ---- | ---- | ---- | ---- | ---- | ---- | ---- | ---- | ---- |
| 683  | 706  | 627  | 648  | 657  | 657  | 656  | 719  | 847  |

| 1968  | 1975  | 1982  | 1990  | 1999  | 2006  | 2008  | 2013  | 2018  |
| ----- | ----- | ----- | ----- | ----- | ----- | ----- | ----- | ----- |
| 1 023 | 2 222 | 2 854 | 3 287 | 3 285 | 3 258 | 3 236 | 3 235 | 3 253 |

| 2022  | - | - | - | - | - | - | - | - |
| ----- | - | - | - | - | - | - | - | - |
| 3 291 | - | - | - | - | - | - | - | - |

### Enseignement
La commune dépend de l'académie de Toulouse. Elle dispose d’écoles en 2017.
- École maternelle : du Bouscarrou et du Bourg.
- École élémentaire.

### Sports

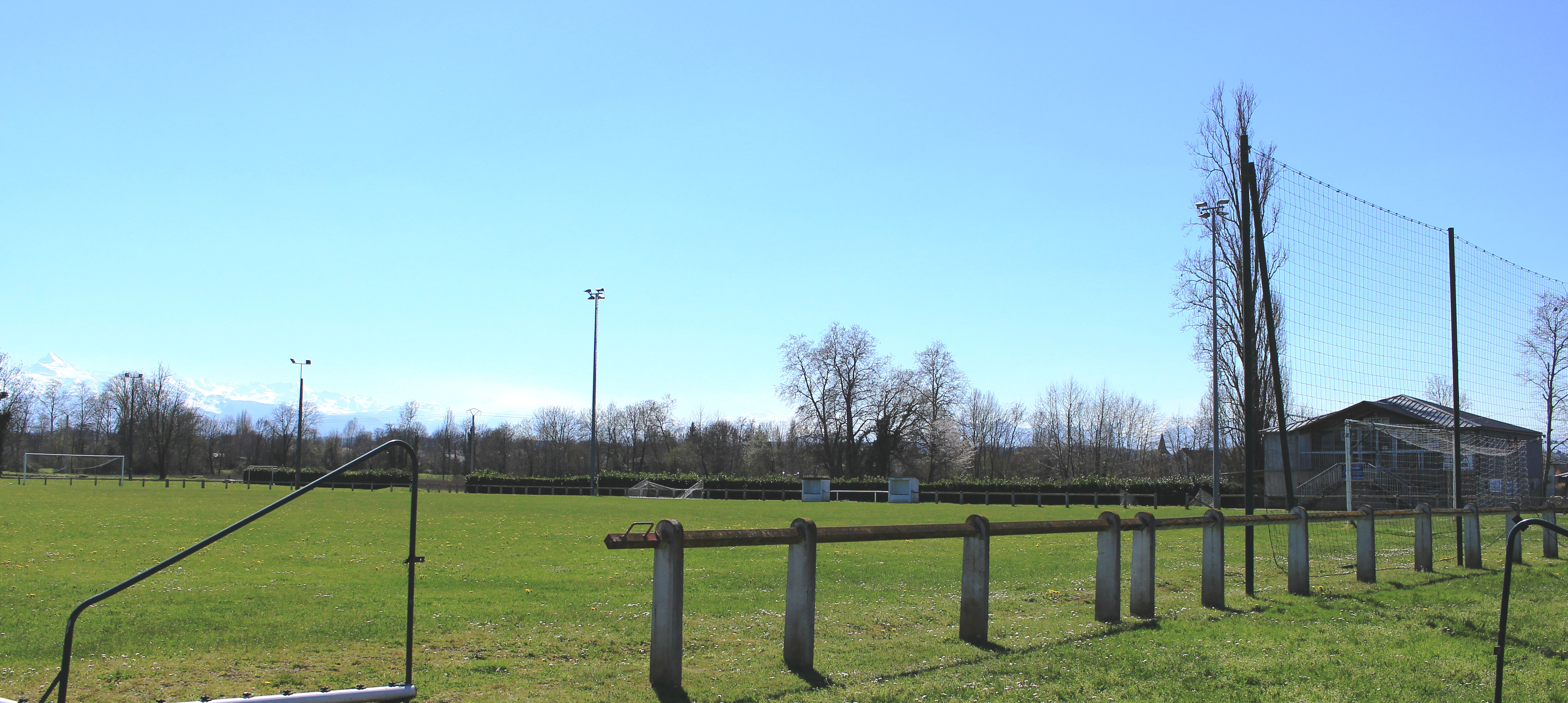
Le stade de football en 2021.

## Économie

### Revenus
En 2018, la commune compte 1 382 ménages fiscaux, regroupant 3 264 personnes. La médiane du revenu disponible par unité de consommation est de 24 210 € (20 420 € dans le département). 61 % des ménages fiscaux sont imposés (44,4 % dans le département).

### Emploi
|                | 2008  | 2013  | 2018  |
| -------------- | ----- | ----- | ----- |
| Commune        | 4,5 % | 7,6 % | 7,1 % |
| Département    | 7,7 % | 9,4 % | 9,8 % |
| France entière | 8,3 % | 10 %  | 10 %  |

En 2018, la population âgée de 15 à 64 ans s'élève à 1 846 personnes, parmi lesquelles on compte 73 % d'actifs (65,9 % ayant un emploi et 7,1 % de chômeurs) et 27 % d'inactifs,. Depuis 2008, le taux de chômage communal (au sens du recensement) des 15-64 ans est inférieur à celui de la France et du département.
La commune fait partie de la couronne de l'aire d'attraction de Tarbes, du fait qu'au moins 15 % des actifs travaillent dans le pôle,. Elle compte 624 emplois en 2018, contre 749 en 2013 et 774 en 2008. Le nombre d'actifs ayant un emploi résidant dans la commune est de 1 235, soit un indicateur de concentration d'emploi de 50,6 % et un taux d'activité parmi les 15 ans ou plus de 50 %.
Sur ces 1 235 actifs de 15 ans ou plus ayant un emploi, 123 travaillent dans la commune, soit 10 % des habitants. Pour se rendre au travail, 91,3 % des habitants utilisent un véhicule personnel ou de fonction à quatre roues, 1,3 % les transports en commun, 4,4 % s'y rendent en deux-roues, à vélo ou à pied et 3,1 % n'ont pas besoin de transport (travail au domicile).

## Culture locale et patrimoine

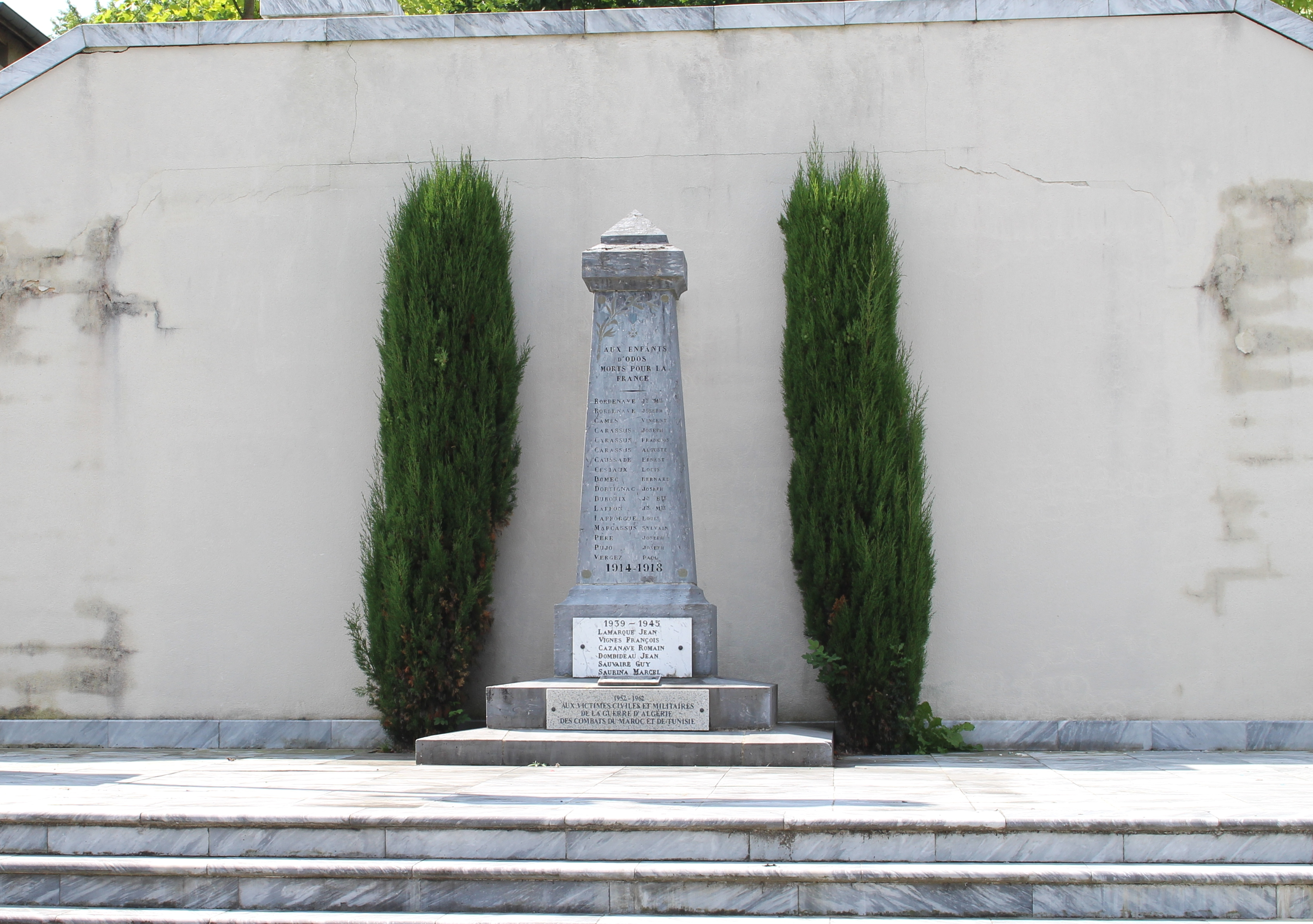
Le monument aux morts municipal.

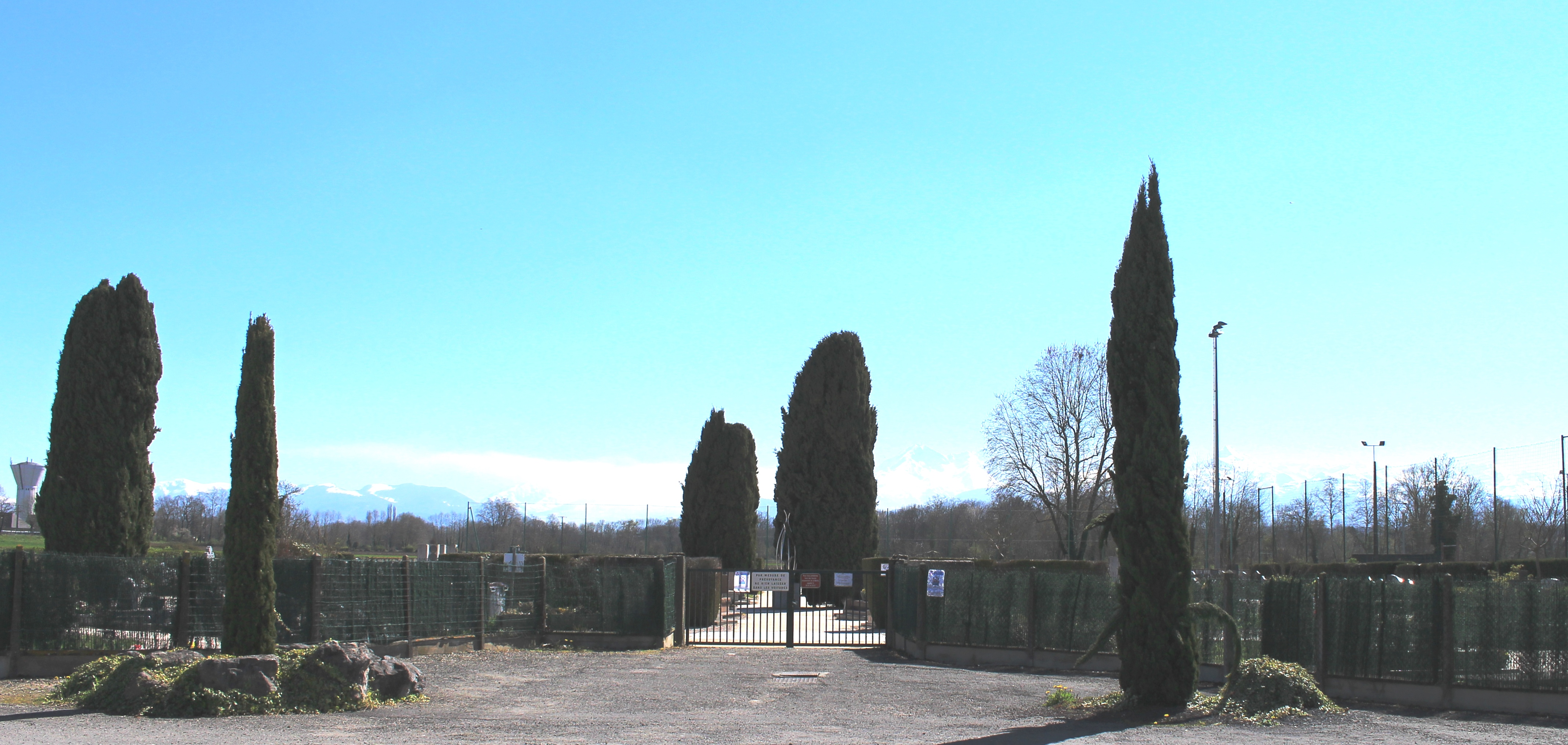
L'entrée du nouveau cimetière.

### Lieux et monuments
- Château du XVIe siècle sur une motte féodale, reconstruit au XIXe siècle (château dit de Marguerite de Navarre).
- Église Saint-Georges classique XVIIe-XVIIIe siècle dont son clocher a été entièrement refait en 1858
- Moulin.
- MJC d'Odos[40]. Elle a pour vocation de faire découvrir des activités sportives et culturelles à ses adhérents aux travers de ses différents ateliers.

Sélection de vues diverses
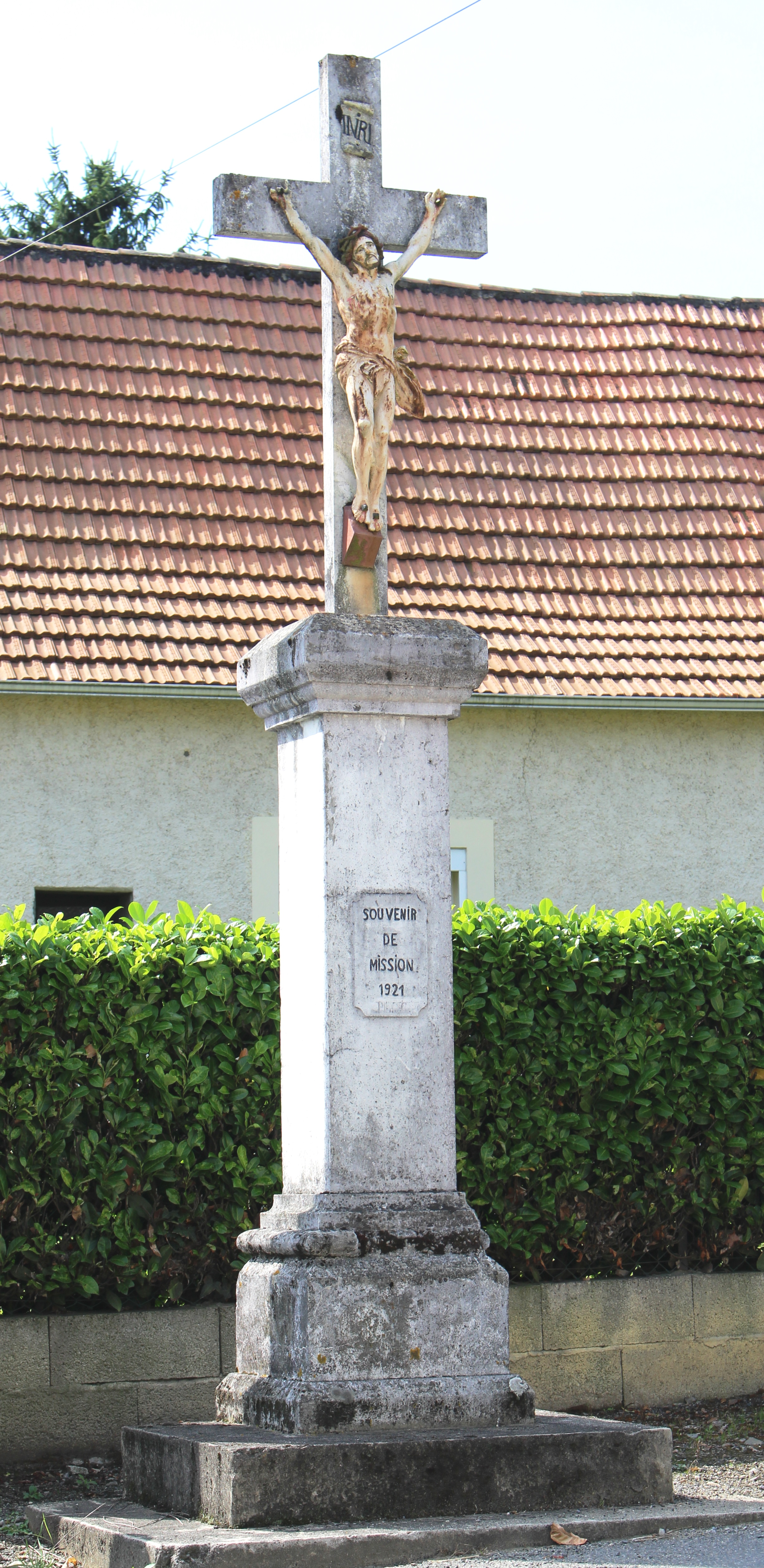
Une croix.
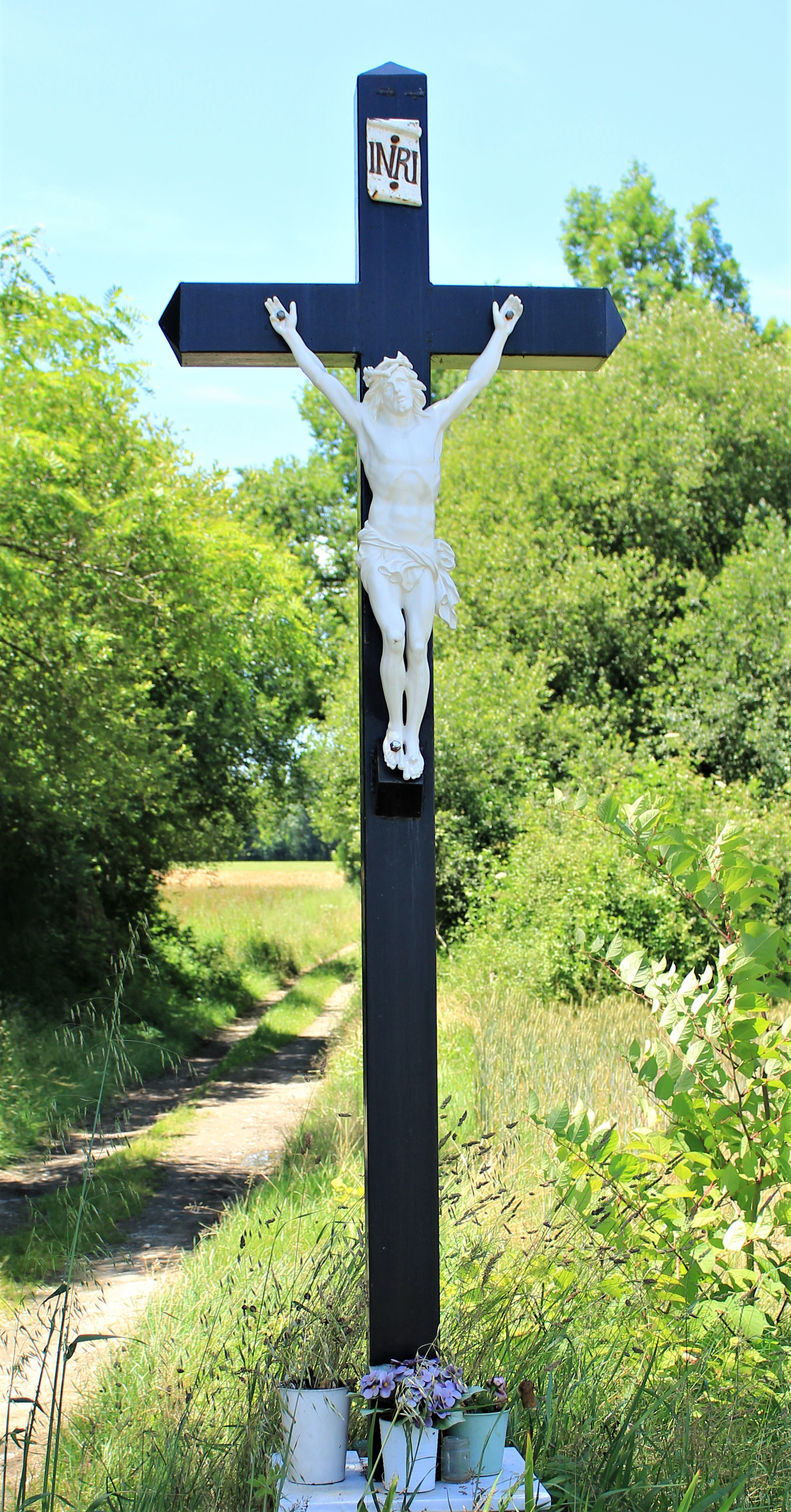
Une croix.
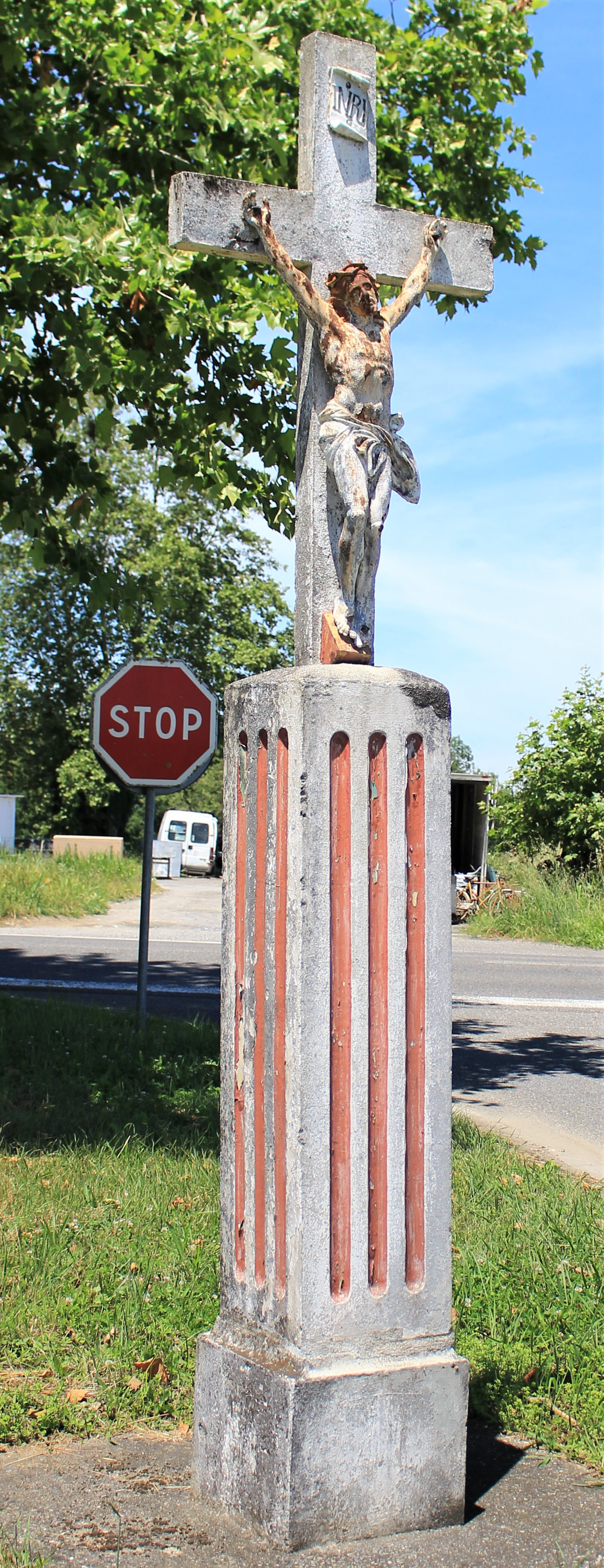
Une croix.
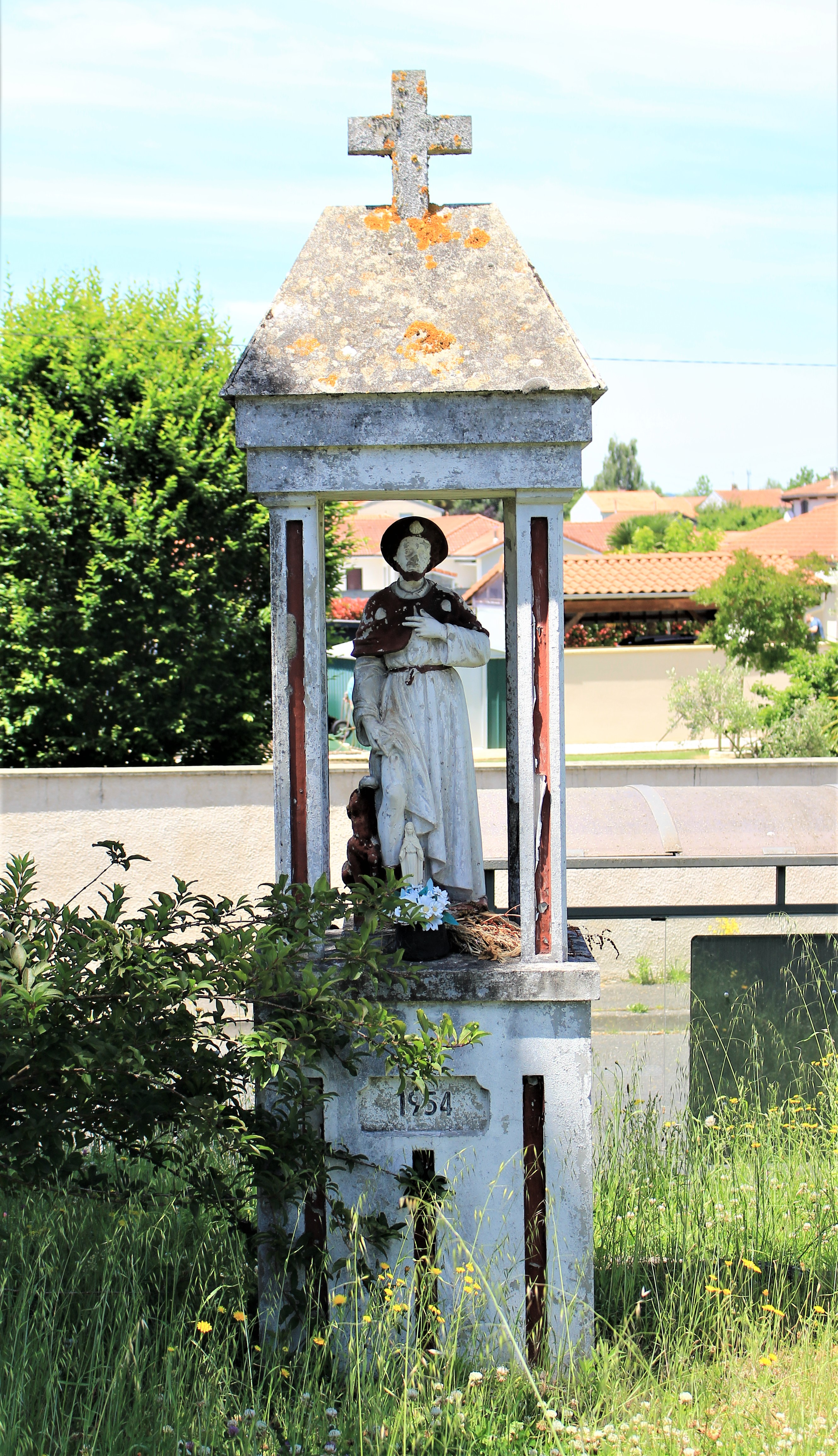
L'oratoire Saint-Roch.

### Personnalités liées à la commune
- Marguerite de France, sœur de François Ier et grand-mère d'Henri IV, y est morte en 1549 (le 21 décembre).
- Robert Soro, joueur de rugby à XV français, dit le « lion de Swansea »[41], y est né le 28 novembre 1922. Il a joué au Stadoceste Tarbais puis au F.C. Lourdes et a été international.
- Francis Heaulme, dit « le routard du crime », a séjourné au foyer pour SDF Don-Bosco[13], peu avant de rejoindre la Motte-du-Caire, en tant qu'employé saisonnier dans la castration du maïs[42].
- Les fondateurs des sites pornographiques « Jacquie et Michel », y habitent[13].

### Héraldique
| Blason | Blasonnement : D'argent à l'ombre de tour crénelée de sept pièces mouvant de la pointe et à l'aigle bicéphale de gueules brochant sur le tout. |